# Dinotherium-Museum

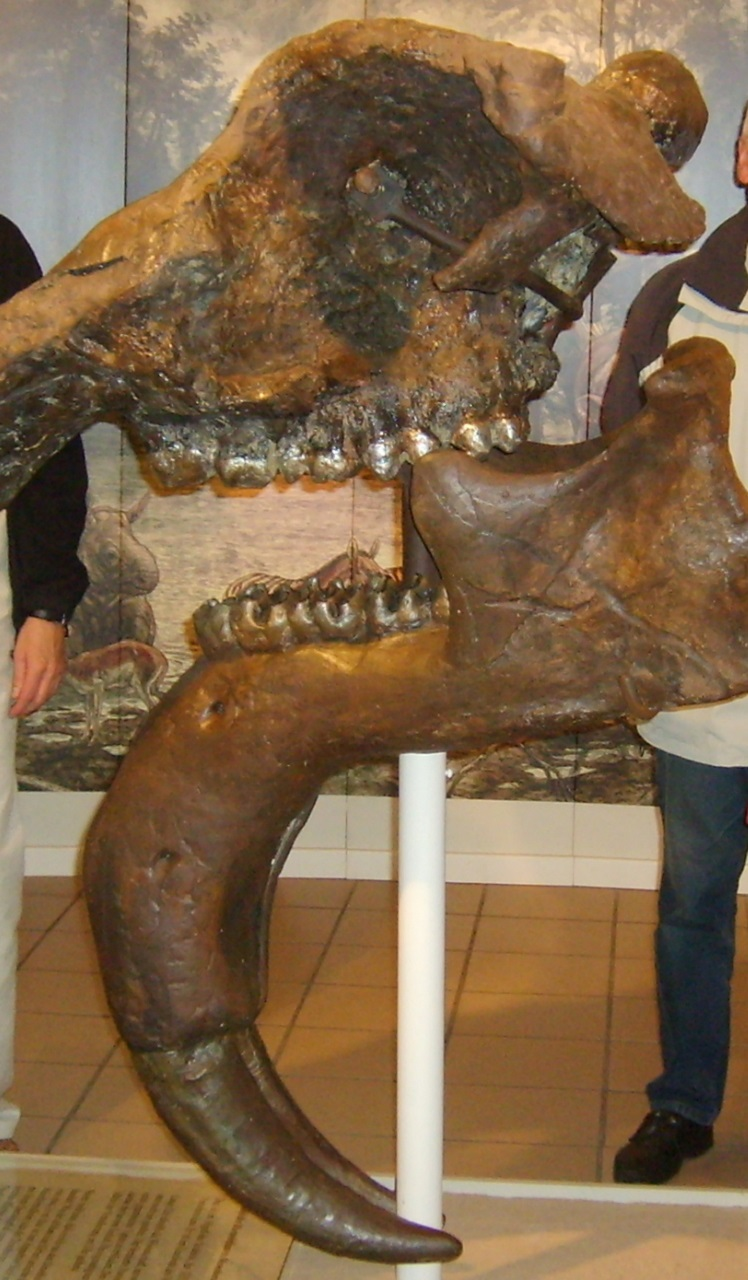
Der Abguss des 1835 in Eppelsheim gefundenen Deinotherium-Schädels ist das zentrale Exponat im Dinotherium-Museum

Das Dinotherium-Museum ist ein kleines naturkundliches Museum in Eppelsheim in Rheinhessen, das Originalfunde und Kopien fossiler Säugetiere zeigt, die aus den etwa 15 bis 10 Millionen Jahre alten Ablagerungen des Ur-Rheins, der sogenannten Eppelsheim-Formation (ehemals Dinotheriensande), geborgen wurden.

## Geschichte
Das Dinotherium-Museum ist der Idee und Initiative des früheren Bürgermeisters von Eppelsheim, Heiner Roos, zu verdanken. Sein Engagement für die Paläontologie ist 2003 mit der Benennung eines bis dahin unbekannten spitzmausartigen Kleinsäugers aus der Eppelsheim-Formation als Plesiosorex roosi geehrt worden. Den Namen „Dinotherium-Museum“ hat der Frankfurter Senckenberg-Paläontologe Jens Lorenz Franzen vorgeschlagen. Die Eröffnung erfolgte am 11. August 2001. Untergebracht ist das kleine Museum in der alten Schule, in der sich heute auch das Rathaus befindet.

## Ausstellung
Eine Attraktion des Dinotherium-Museums ist der Abguss des Schädels eines Individuums der Spezies Deinotherium giganteum, der 1835 in einer Sandgrube bei Eppelsheim in der Eppelsheim-Formation entdeckt wurde. Der Name des Dinotherium-Museums sowie der ehemalige Name der Eppelsheim-Formation, „Dinotheriensande“, leiten sich vom Gattungsnamen dieses bis zu 3,60 Meter hohen Rüsseltieres ab. Ein weiteres bedeutendes Ausstellungsstück ist der Abguss des Oberschenkelknochens eines menschenaffenähnlichen Primaten, der 1820 bei Eppelsheim gefunden und 75 Jahre später unter dem Namen Paidopithex rhenanus als neue Gattung und Art beschrieben wurde. Er gilt als historisch ältester Fund eines Vertreters aus der engeren Verwandtschaft der Menschenaffen. Zu den ausgestellten Originalfossilien gehören Zähne und Knochen des Ur-Pferdes Hippotherium primigenium, von Tapiren, des krallenfüßigen Unpaarhufers Chalicotherium goldfussi und natürlich auch des Rüsseltiers Deinotherium.